# 777 – The Desanctification
777 – Desanctification er det niende studiealbum fra det franske black metal-band Blut aus Nord, udgivet i 2011. Det er det andet i en række af albums udgivet i "777"-serien, og navngivelsen af albummets spor er en fortsættelse af det første, 777 - Sect(s) (2011).

## Spor
1. "Epitome VII" - 8:28
2. "Epitome VIII" - 6:27
3. "Epitome IX" - 2:07
4. "Epitome X" - 7:22
5. "Epitome XI" - 06:15
6. "Epitome XII" - 5:57
7. "Epitome XIII" - 7:08